# إيراج
إيراج هي قرية في مقاطعة خور وبيابانك، إيران. يقدر عدد سكانها بـ 655 نسمة بحسب إحصاء 2016.